# Sounds That Can’t Be Made
Sounds That Can’t Be Made – 16 studyjny album Marillion wydany w 2012 roku. Promowany był w internecie utworami Power i Gaza. To najdłuższa (nie licząc dwupłytowych wydawnictw) płyta w historii zespołu.

## Lista utworów
1. Gaza
2. Sounds That Can’t Be Made
3. Pour My Love
4. Power
5. Montreal
6. Invisible Ink
7. Lucky Man
8. The Sky Above The Rain